# Constitución de la República Federal de Centroamérica de 1824
La Constitución de la República Federal de Centroamérica fue emitida en 1824 y rigió hasta la disolución del país en 1839, aun cuando en varios períodos de su historia su vigencia efectiva se interrumpió.

## Antecedentes
La Asamblea Constituyente de las Provincias Unidas del Centro de América designó una comisión para redactar la futura Constitución de la República y en diciembre de 1823 aprobó las Bases de Constitución Federal, documento que operó como Constitución provisional y como anteproyecto para la redacción de la definitiva.
La comisión redactora del proyecto de Constitución presentó el fruto de sus trabajos a la consideración de la Asamblea Nacional Constituyente el 5 de julio de 1824. El texto fue aprobado por la Constituyente el 22 de noviembre de 1824, con el nombre de Constitución de la República Federal de Centroamérica, y se le dio vigencia provisional, a la espera de que fuese sancionado por el primer Congreso de la Federación.
El régimen federal, fue tomado del modelo que la Constitución norteamericana ofrecía, pero si ésta no hubiera existido, probablemente la nueva clase política abocada a la reconstrucción nacional, hubiera tenido que inventarlo. Es decir, el modelo norteamericano era un ejemplo radical, pues sirvió como punto de referencia para fijar posiciones. Toda la influencia de la teoría política europea, y los requerimientos de una realidad orientada a la dispersión en busca de la unidad, condujeron al federalismo o al centralismo. El régimen federal perduró en Centroamérica hasta el año 1838, en que se inicia el rompimiento de la federación, lo cual convirtió el antiguo Reino General de Guatemala, en cinco provincias pequeñas que devinieron en estados soberanos.

## Contenido
La Constitución federal constaba de 211 artículos distribuidos en quince títulos. Su texto, en lo fundamental constituía un desarrollo pormenorizado de las Bases de Constitución Federal. Entre sus principales innovaciones cabe destacar su tratamiento de los derechos humanos, en el cual destacaban, entre otros aspectos, la proscripción absoluta de la esclavitud, la consagración del derecho de asilo, la limitación de la pena capital, el establecimiento del jurado y la supresión de los fueros. Se restringían considerablemente las facultades gubernamentales para limitar los derechos civiles y políticos, incluso en caso de graves amenazas o ataques al orden público, lo cual habría de ser un grave obstáculo para las autoridades.
Poderes del Estado
En su parte orgánica, la Constitución reprodujo y aumentó los defectos de las Bases. Mantuvo la división entre un Congreso unicameral todopoderoso, un Ejecutivo prácticamente reducido a la nulidad, un Senado que actuaba como cuerpo intermedio y una Corte Suprema de Justicia.
No se indicaba la ciudad sede del Congreso, ni se establecía un distrito federal, sino que solamente se anunciaba que cuando las circunstancias lo permitiesen, se construiría una ciudad nueva para residencia de las autoridades federales, que ejercerían en ella jurisdicción exclusiva.
Proceso electoral
Los cargo se escogían conforme a un sistema de sufragio universal indirecto. Para ello, la constitución ordenaba a las Asambleas de cada Estado dividir a su población en departamentos, estos en distritos y estos en Juntas Populares.
Las Juntas Populares se componían de entre 250 y 2,500 ciudadanos en el ejercicio de sus derechos, los cuales escogían a un «elector primario» por cada 250 habitantes y a uno más si el residuo alcanzaba los 126 habitantes. Los electores primarios se reunían en las cabeceras de los distritos para integrar la Junta de Distrito, la cual nombraba a un «elector de distrito» por cada 10 electores primarios que le correspondían. Los electores de distrito se reunían entonces en la cabecera departamental e integraban la Junta de Departamento, la cual por cada 12 electores de distrito escogía a un representante y a un suplente para el Congreso, a los cuales se les entregaba su credencial. Las elecciones del presidente y vicepresidente de la República, individuos de la Suprema Corte de Justicia y senadores del Estado se hacían por separado. 
Los votos de las Juntas de Departamento quedaban registrados en listas, las cuales eran enviadas a las Asambleas de los Estados para que estas hicieran un escrutinio de ellas, el cual enviaban junto a las listas al Congreso de la República, menos la de la votación de senadores. Tanto el Congreso como cada Asamblea escogían como diputados o senadores a los candidatos que obtuvieran la mayoría absoluta de los votos de los electores de distrito, y en caso de que esta no se alcanzara, lo órganos procedían a escogerlos ellos mismos con el votos de sus dos terceras partes.
La constitución indicaba los procedimientos a seguir en caso de declararse nula una elección en Juntas Populares o haber acusaciones de fuerza, cohecho o soborno a los sufragantes. Un ciudadano no podía ser obligado a admitir su elección a un cargo público si hace menos de un año hubiese desempeñado otro. Y en caso de que un mismo ciudadano obtuviera dos o más cargos, tenía preferencia el que hubiera obtenido más votos populares; y si eran iguales se determinaría por la voluntad del electo. 
Reformas
Para la aprobación de una reforma parcial a la Constitución se exigía la aprobación de dos terceras partes de votos del Congreso y la ratificación de la mayoría absoluta de los Estados, con las dos terceras partes de votación de sus respectivas asambleas. Si la modificación proyectada variaba elementos esenciales de la forma de gobierno, se debía convocar a una Asamblea Nacional Constituyente para que resolviese en definitiva. Algunos aspectos de esta constitución permanecen en la actualidad.

## Vigencia
El 6 de febrero de 1825 se inauguró en la ciudad de Guatemala el primer Congreso federal, electo en las Elecciones federales de Centroamérica de 1825, que el 1° de septiembre de ese año otorgó su sanción a la Constitución de la República. Sin embargo, no tardaron en surgir dificultades. Para junio de 1826 el Congreso federal quedó de hecho disuelto, y en el mes de septiembre siguiente el Senado corrió la misma suerte. Todos los Estados, con excepción de Costa Rica, se sumieron en la guerra civil y la anarquía, y el presidente federal don Manuel José Arce y Fagoaga, elegido para el período 1825-1829, asumió una virtual dictadura. 
El 13 de abril de 1829, un ejército encabezado por el militar hondureño don Francisco Morazán Quesada entró en la ciudad de Guatemala y derrocó al Vicepresidente don Mariano de Beltranena y Llano, que desde febrero de 1828 ejercía interinamente la primera magistratura en sustitución del Presidente Arce. Morazán dispuso llamar a sesiones al Congreso y el Senado de 1826, cuyo mandato estaba más que extinguido. Esos cuerpos eligieron como Presidente provisional al licenciado don José Francisco Barrundia y Cepeda, quien procedió a convocar elecciones presidenciales y legislativas. En todo esto se actuó como si Constitución federal estuviese vigente, sin parar mientes en que el orden constitucional había quedado roto con el derrocamiento de la administración de Arce. Las elecciones dieron la victoria al general Morazán, quien tomó posesión de la Presidencia el 16 de septiembre de 1830. 
En esta segunda época de vigencia de la Constitución federal los titulares del Ejecutivo federal fueron don Francisco Morazán Quesada (1830-1834), don Gregorio Salazar y Castro (1834-1835) y nuevamente don Francisco Morazán Quesada (1835-1839).

## Proyecto de reformas de 1835
La experiencia vivida entre 1825 y 1829 demostraba a todas luces la urgencia de revisar la Constitución federal; sin embargo, la única modificación que se efectuó, en 1832, fue para consagrar en la Carta fundamental la libertad absoluta de cultos. Esta reforma fue promovida por los liberales extremistas y coincidía con la política anticlerical desarrollada desde 1829 por las autoridades federales.
El 13 de febrero de 1835 el Congreso de la República aprobó un vasto proyecto de reformas constitucionales, que aspiraba a mejorar sustancialmente la organización y funcionamiento del gobierno federal, pero solamente las aprobaron Costa Rica y Nicaragua, y se requería la aprobación de dos terceras partes de los Estados, por lo que nunca entraron en vigor.

## Fin de la Federación
Gradualmente, la Federación empezó a encaminarse hacia su derrumbe. En abril de 1838, el Estado de Nicaragua se separó de la República. En mayo de 1838 el Congreso federal autorizó a los Estados a que se organizasen como tuviesen por conveniente. En octubre el Estado de Honduras también abandonó de la Federación y en noviembre se separó el de Costa Rica. En 1839 Guatemala reasumió su soberanía y al año siguiente se anexó el territorio del Estado de Los Altos, creado en 1838. La Federación quedó disuelta y la Constitución abrogada de hecho, aunque el Estado de El Salvador no reasumió su soberanía sino hasta 1841.